# طالع نحس ۳: درگیری نهایی
طالع نحس ۳: درگیری نهایی (به انگلیسی: Omen III: The Final Conflict) یک فیلم ترسناک فراطبیعی آمریکایی محصول سال ۱۹۸۱ به کارگردانی گراهام بیکر و نویسندگی اندرو برکین است که سومین قسمت در سری فیلم‌های طالع نحس به‌شمار می‌رود. در این فیلم بازیگرانی همچون سم نیل، دن گوردون، لیسا هارو، روسانو براتسی و میسون آدامز ایفای نقش می‌کنند.
این فیلم در تاریخ ۲۰ مارس ۱۹۸۱ توسط فاکس قرن بیستم اکران شد و با واکنش‌های ضد و نقیض تا منفی از سوی منتقدان همراه بود، با این حال ۲۰ میلیون دلار در سراسر جهان فروش کرد در حالی که ۵ الی ۶ میلیون دلار بودجه ساخت آن بوده است. 